# Iglesia de San Vicente (Trescares)
La iglesia de San Vicente de Trescares en Asturias (España), está compuesta por una única nave y tiene anexas a esta una sacristía y un pórtico.
Ocupa unos 170 metros cuadrados, está construida en caliza gris, una estructura de madera para el tejado y una cúpula de ladrillo, todo ello cubierto con teja cerámica roja. Tiene una espadaña en el muro oeste que alberga dos campanas de diferentes tamaños y está rematada con una cruz también de piedra.
Construida hace más de dos siglos por los vecinos de Trescares hoy no se encuentra abierta al culto (desde mediados de 2016) aunque por culpa de los movimientos del terreno presente graves deficiencias estructurales en la cúpula. Los servicios religiosos se realizan cada dos sábados en el edificio de las antiguas escuelas del pueblo.